# سیارک ۲۱۷۵۰
سیارک ۲۱۷۵۰ (به انگلیسی: 21750 Tartakahashi، نامگذاری:1999RG173) بیست و یک هزار و هفتصد و پنجاهمین سیارک کشف شده‌است که در ۹ سپتامبر ۱۹۹۹ کشف شد.
قدر مطلق سیارک برابر ۹.۸ است.